# Пролетарский район (Москва)
Пролетарский район — бывший район в Москве.

## Описание
Здание райисполкома и РК КПСС находилось по адресу: Автозаводская улица, дом 10. Своё имя район получил в честь пролетариата Москвы. Занимал территорию от улицы Разина в центральной части города до Нагатина, юго-восток, до левого берега Москвы-реки.
Общая площадь 2160 гектаров. Площадь зелёного массива 409 гектаров, воды — 15 гектаров. Население по состоянию на 1978 год составляло 240 тысяч.
Главные дороги: Симоновский вал, Велозаводская улица, Пролетарский проспект, Автозаводская улица.

## История
Земля около Садового кольца застроена в XIX веке. В 1917 году была создана административно-территориальная единица под названием Рогожский район. В 1929 году переименован в Пролетарский район. В 1977 году расширен.
История района тесно связана с историей революции в России. С 1905 по 1907 год работники производств Рогожки и Симонова принимали активное участие в мероприятиях революции. В декабре 1905 года они сформировали «Симоновскую республику». Во время революции 1917 года солдаты взяли Симоновские пороховые склады, и это обеспечивало красногвардейцев боеприпасами, здесь шли кровавые бои. В. И. Ленин читал речь на заводах: «Динамо», АМО. В районе была создана дивизия народного ополчения во время Великой Отечественной войны. В честь погибших солдат возведена стела на Автозаводской площади.
В 1978 году площади жилфонда 3641,5 тысяч метров квадратных, функционировало 30 производств: ЗИЛ, «Динамо», Судостроительный и судоремонтный завод, швейное объединение «Радуга», головное предприятие производственного объединения «Мосхимфармпрепараты»; 23 научно исследовательских института: Институт питания, Теплотехнический институт, Центральный НИИ технологии машиностроения; 38 школ, 93 дошкольных организаций, 8 больниц, 29 поликлиник, 114 продуктовых и 70 промышленных магазинов, 300 точек общепита, культурно-просветительские организации: Методическая выставка профессионально-технического образования, 47 библиотек, 25 работали на общественных началах; 4 кинотеатра, 24 ДК, из них Дворец культуры ЗИЛ; спортивные точки: стадион «Торпедо»; гостиница «Россия».
По названию района получили своё название открытая на его территории в 1966 году станция Московского метрополитена «Пролетарская», а также основная магистраль района — Пролетарский проспект, прокладка которого началась в 1964 году. В 1969 году административное деление Москвы было изменено, и основная часть проспекта оказалась в Красногвардейском районе.